# SS Léopoldville (1929)
«Леопольдви́ль» (фр. Léopoldville) — бельгийский пассажирский лайнер, эксплуатировавшийся компанией «Compagnie Belge Maritime du Congo». Построен в 1929 году. Работал на маршртутах, связывавших Бельгию с её африканской колонией Бельгийское Конго. Во время Второй мировой войны судно использовалось как войсковой транспорт. 24 декабря 1944 года «Леопольдвиль» перевозил из английского порта Саутгемптон во французский порт Шербур американских солдат, перебрасывавшихся на материк для пополнения 66-й пехотной дивизии. В 17:54 того же дня в пяти морских милях от Шербура транспорт был торпедирован немецкой подводной лодкой U-486 и через два с половиной часа затонул. Жертвами атаки стали 763 американских военнослужащих и 56 членов экипажа «Леопольдвиля».